# Bezva polda
Bezva polda (v anglickém originále Flawless) je americký dramatický film z roku 1999. Režisérem filmu je Joel Schumacher. Hlavní role ve filmu ztvárnili Robert De Niro, Philip Seymour Hoffman, Barry Miller, Chris Bauer a Wilson Jermaine Heredia.

## Obsazení
| Robert De Niro          | Walter Koontz  |
| Philip Seymour Hoffman  | Rusty          |
| Barry Miller            | Leonard Wilcox |
| Chris Bauer             | Jacko          |
| Wilson Jermaine Heredia | Cha-Cha        |
| Daphne Rubin-Vega       | Tia            |
| Rory Cochrane           | Pogo           |
| Jude Ciccolella         | Noonan         |